# Dolmen de la Pierre du Trésor
La Pierre du Trésor est un dolmen qui se situe à Landéan dans la forêt de Fougères dans le département français d'Ille-et-Vilaine.

## Protection
Il a été classé monument historique par arrêté du 19 décembre 1946.

## Description
Le dolmen est désormais en ruine. Il a manifestement fait l'objet de fouilles clandestines. C'est un dolmen simple. Il en demeure une grande table de couverture en quartzite (3,70 m de long par 2,30 m de large et 0,80 m d’épaisseur). Seul un orthostate est encore en place, mais il existe d'autres blocs de quartzite épars à proximité immédiate. La largeur de la chambre, mesurée au  XIXe siècle, était de 1,62 m.